# مکس جابن
مکس جابن (به انگلیسی: Max Jaben) (زادهٔ) شناگر اهل ایالات متحده آمریکا است.